# Har Cafrir
Har Cafrir (hebrejsky: הר צפריר) je hora o nadmořské výšce 1016 metrů v severním Izraeli, v Horní Galileji.
Nachází se v masivu Har Meron, přímo v prostoru západní části města Bejt Džan. Má podobu náhorní plošiny, jejíž svahy jsou z větší části stavebně využity (zejména čtvrť Šchunat Chajalim Mešuhrarim pro drúzské vojenské vysloužilce). Pouze vrcholová plošina je ještě zčásti nezastavěná a mírně porostlá vegetací. Ze západních svahů stéká vádí Nachal Gamal. Na jižní straně terén prudce spadá do údolí vádí Nachal Peki'in. Jde o jeden z několika dílčích vrcholků, na nichž je toto město rozloženo. Kromě Har Cafrir je to například Har Šachal (přes 900 m n. m.) nebo Har ha-Ari (1048 m n. m.).